# Ču Jou-sung
Ču Jou-sung (čínsky pchin-jinem Zhū Yóusōng, znaky 朱由崧, 1607–1646) byl prvním císařem takzvané dynastie Jižní Ming. V letech 1644–1645 vládl z Nankingu střední a jižní Číně.

## Původ
Otec Ču Jou-sunga, Ču Čchang-sün byl oblíbený syn císaře Wan-liho. Ču Čchang-sünovi rodiče – císař a jeho milovaná žena, paní Čeng, jej chtěli prosadit za následníka trůnu. Ale pod tlakem úředníků, v posledku zformovaných do hnutí okolo akademie Tung-lin, nakonec císař jmenoval korunním princem svého nejstaršího syna Ču Čchang-lua – pozdějšího císaře Tchaj-čchanga. Když Wan-li neprotlačil Ču Čchang-süna na trůn, alespoň svého milovaného syna materiálně zabezpečil, daroval mu 120 tisíc hektarů pozemků v provinciích Che-nan, Šan-tung a Chu-pej (tehdy část provincie Chu-kuang) vesměs konfiskovaných místnímu obyvatelstvu. Sám Ču Čchang-sün obdržel titul kníže z Fu a žil v Luo-jangu v luxusu a nádheře, naopak správci jeho statků vynikali svou brutalitou vůči nájemcům. Když rebelové Li C’-čchenga dobyli roku 1641 Luo-jang, knížecí palác hořel 3 dny, knížete rebelové upálili a pečené maso si rozdělili, přičemž sám Li C’-čcheng se napil krve knížete. Manželce zabitého se i se synem podařilo uniknout, a roku 1643 byl Ču Jou-sung jmenován knížetem z Fu po svém otci.

## Císař
Podle současníků byl syn povahou podobný otci; takže když po smrti císaře Čchung-čena a dobytí Pekingu Mandžuy nankingští úředníci v květnu 1644 začali diskutovat o ustanovení nového císaře, kandidatura Ču Jou-sunga vzbudila mnoho pochybností. Nicméně, jeho následnické právo jako nejbližšího příbuzného zemřelého císaře bylo nepochybné. A stoupenci Ču Jou-sunga, vedení Ma Š’-jingem (马士英), rychle zorganizovali příjezd svého kandidáta ze severního Ťiang-su, kde pobýval, do Nankingu. Zde byl 5. června 1644 slavnostně uvítán shromážděnými úředníky a 7. června byl, podle vzoru jmenování císaře Ťing-tchaje (vládl 1449–1457), prohlášen „pečovatelem o stát“ (ťien-kuo, 监国) a přestěhoval se do nankingského císařského paláce. Již 19. června 1644 byl prohlášen císařem, a bylo oznámeno, že příští rok (1645) bude prvním rokem éry Chung-kuang (弘光).

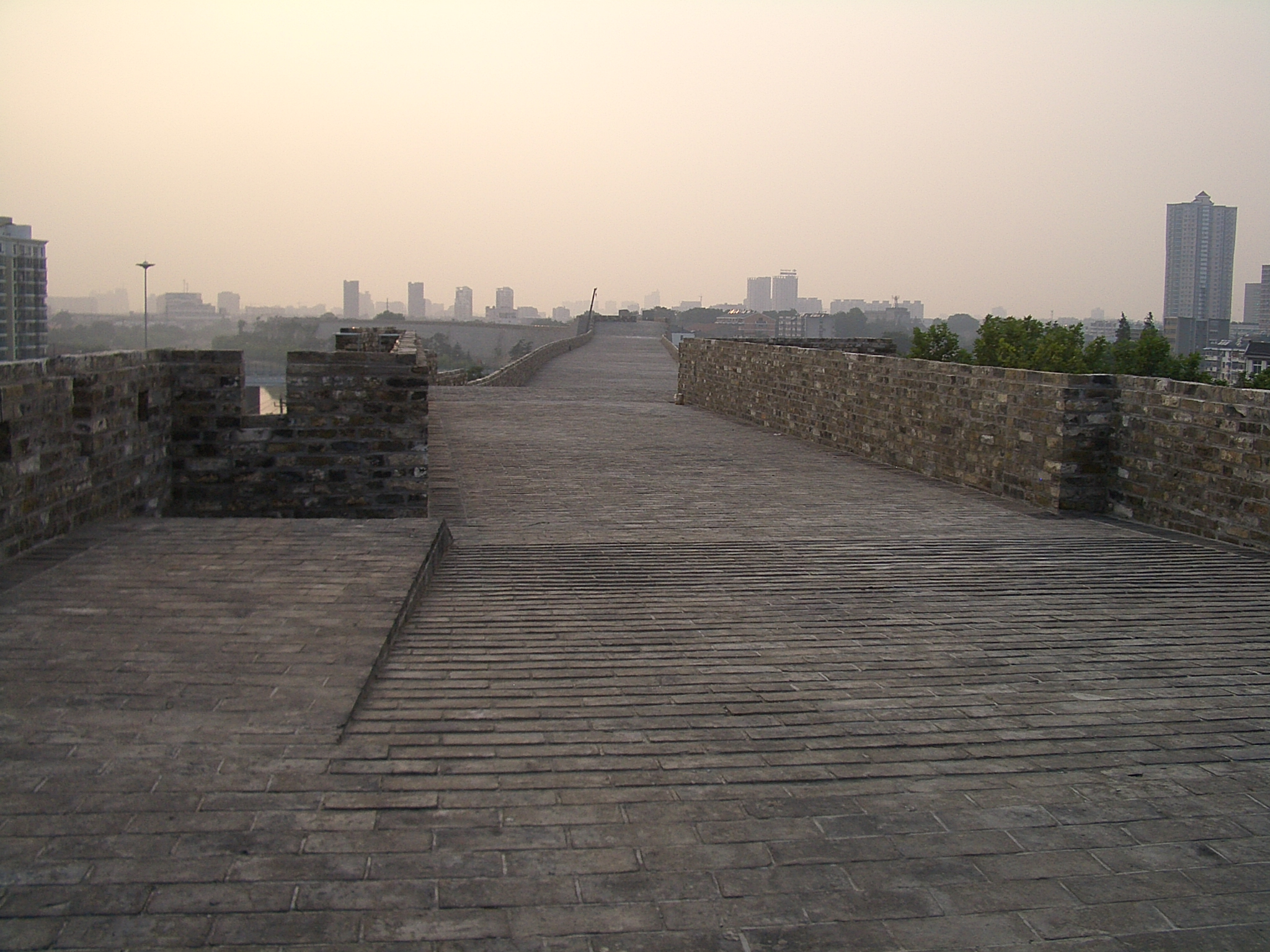
Když vojsko Mandžuů přitáhlo k Nankingu, nikdo nebránil hradby hlavního města uprchlého císaře

První rok éry Chung-kuang byl i jejím posledním. Nankingský režim nebyl silný vojensky, finančně ani organizačně. Jeho reálná moc nedosahovala dál než do několika provincií přiléhajících k hlavnímu městu a dokonce i tam bylo vybírání daní často obtížné, protože místní obyvatelstvo bylo olupováno bandity. Vládu oslabovaly frakční boje mezi klikami Š’ Kche-faa (史可法) a Ma Š’-jinga, a armáda byla místy nerozeznatelná od banditů. Mnozí ve vládě byli stále přesvědčeni, že hlavní nebezpečí pro stát nejsou Mandžuové, ale vzbouřenci Li C’-čchenga a jiných povstaleckých skupin a do určité míry uvítali potlačení rebelií na severu mandžuskou armádou.
Po porážce mingských sil Jang-čou mandžuskou armádou a jejím překročení řeky Jang-c’ císař Ču Jou-sung 3. června 1645 utekl z Nankingu. Nakrátko našel útočiště u jednotek generála Chuang Te-kunga v Tchung-lingu v provincii An-chuej, ale když se 15. června objevila mandžuská vojska, Chuangovi důstojníci zabili svého velitele, přešli na stranu nepřítele a vydali mu císaře, 18. června jej Mandžuové přivedli do Nankingu. Později byl odeslán do Pekingu a následující rok popraven.

## Hodnocení
Ačkoli režim Ču Jou-sunga měl do značné míry stejné základní problémy, jako mingská vláda před rokem 1644, tedy nedostatečnost vládních příjmů v porovnání s jeho výdaji, čínští historici a společnost tradičně kladou značný podíl viny za pád mingské vlády v centrální Číně osobně na něj a jeho hlavního ministra Ma Š’-jinga. Císař je tradičně prezentován jako člověk s větším zájem o ženy, víno a divadlo, než o vládu, a Ma Š’-jing jako chamtivý domýšlivý vůdce. Taková charakteristika dvou osobností na vrcholu mocenské pyramidy výborně zapadla mezi tradiční stereotypy čínské historie: pád dynastie pro osobní neřesti vládců; proto není překvapující, že až do éry císaře Čchien-lunga (vládl 1735–1796) byl Ču Jou-sung, spíše než jeho předchůdce Čchung-čen, považován čínskou historiografií za posledního císaře dynastie Ming.
Na druhé straně se Š’ Kche-fa, zahynuvší v Jang-čou, stal jedním z nejuctívanějších národních hrdinů Číny.